# Alfred Letourneur

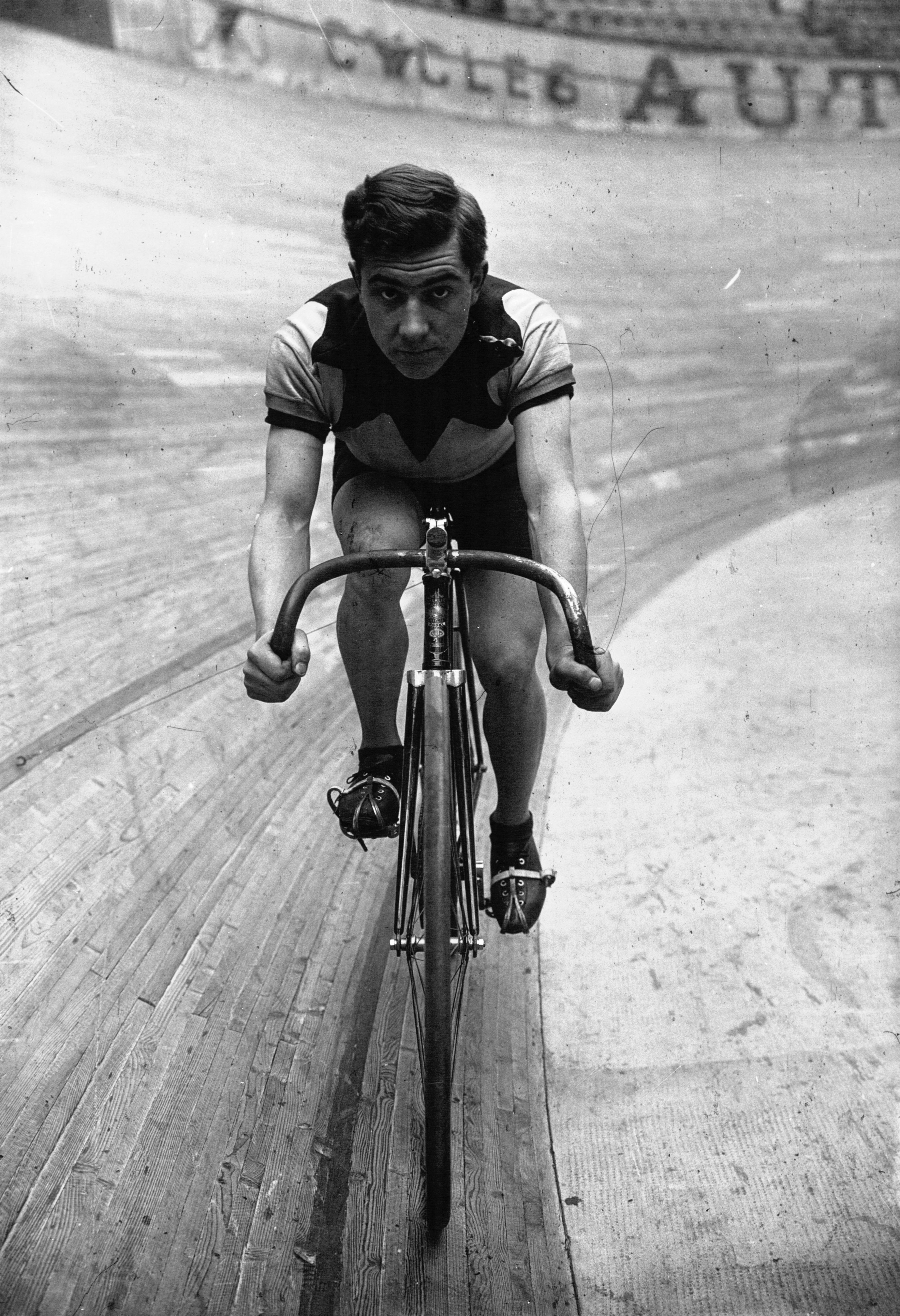
Alfred Letourneur (1926)

Alfred Letourneur (* 25. Juli 1907 in Amiens; † 31. Januar 1975 in New York) war ein französischer Radrennfahrer.
Alfred Letourneur war Profi-Rennfahrer von 1928 bis 1942. Schon 1927 gewann er gemeinsam Georges Rouyer  den Bahnwettbewerb Prix Dupré-Lapize in Paris. Anfang der 1930er Jahre siedelte er in die USA über und startete dort und in Kanada bei 73 Sechstagerennen. 21-mal siegte er, darunter viermal gemeinsam mit Marcel Guimbretiere und neunmal mit Gerard Debaets. Zudem wurde er viermal US-amerikanischer Meister der Steher.
Zweimal stellte Letourneur Geschwindigkeitsrekorde auf dem Rad auf: Am 22. Oktober 1938 erreichte er hinter einem Schrittmacher-Motorrad auf der Radrennbahn von Montlhéry 147,058 km/h, und am 17. Mai 1941 fuhr er auf einem Schwinn-Rad auf der Autobahn bei Bakersfield 175 km/h hinter einem Auto als Schrittmacher.